# أندرو تان
أندرو تان هو شخصية أعمال فلبيني، ولد في 1952 في فوجيان في الصين.